# Nucli històric de Falset
El Nucli històric de Falset és el centre històric de Falset (Priorat), un conjunt protegit com a Bé Cultural d'Interès Local.

## Descripció
El nucli antic de la població comprèn els espais urbans que van originar-se en el període medieval i durant l'època moderna en una zona planera a ponent del poblament primitiu, ja habitat des de la prehistòria. El nucli antic comprèn l'espai entre les muralles, un espai que no va variar gaire fins al segle XX amb la creació de barris fora muralles. Trobem una sèrie de carrers paral·lels entre l'església i el castell que uneixen l'espai entre el carrer de Dalt i el carrer de Baix. Es conserven alguns fragments de les muralles medievals, un dels cinc portals, el Portal Bou, i al carrer del Vall de les Moreres i voltants. Hi ha algunes restes del barri jueu encara que molt destruït per remodelacions modernes al carrer del Lluc i carrer de l'Escoleta. El centre històric també és conegut com a Malanyet.